# Homosexualidad en la Europa Medieval

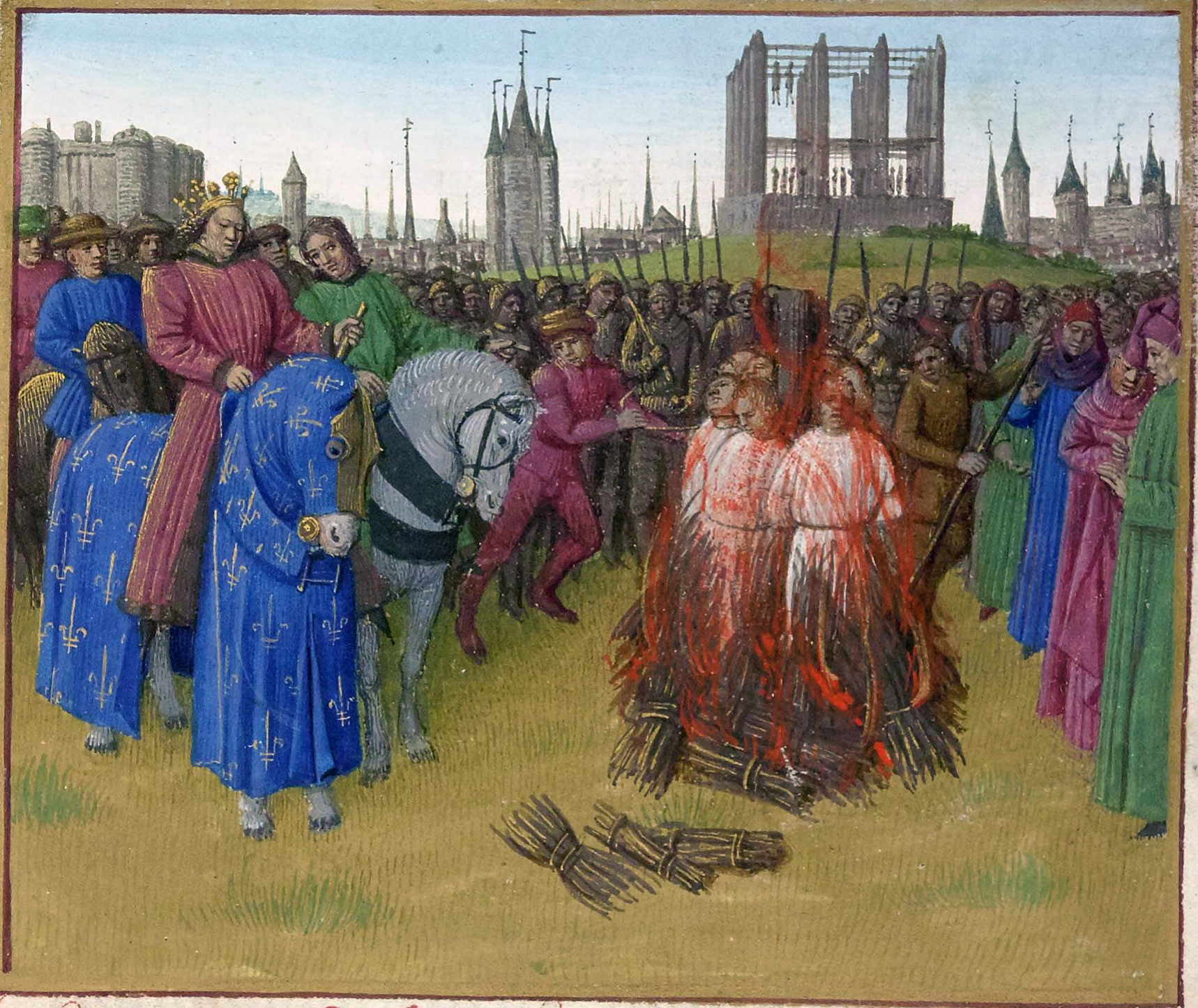
Quema de herejes (término con el que también se etiquetaba a los homosexuales) en una miniatura de un tratado de historiografía de Francia

En la Europa medieval, las actitudes hacia la homosexualidad variaban de una región a otra, determinadas por la cultura religiosa; la Iglesia católica, que dominaba el panorama religioso, consideraba, y sigue considerando, la sodomía como un pecado mortal y un "crimen contra la naturaleza". En el siglo 11 la sodomía era cada vez más vista como un delito moral grave y castigado con la mutilación o la muerte. Los registros medievales reflejan esta creciente preocupación. La aparición de grupos heréticos, como los cátaros y los valdenses, es testigo de un aumento en las acusaciones de conducta sexual antinatural contra tales herejes como parte de la guerra contra la herejía en la cristiandad. Las acusaciones de sodomía y actos antinaturales se dirigieron contra la Orden de los Caballeros Templarios en 1307 como parte del intento de Felipe IV de Francia de suprimir la orden.  Estas acusaciones han sido desestimadas por algunos estudiosos.

## Teología
Aunque la homosexualidad no se consideraba una ofensa importante durante el Imperio Romano temprano, los encuentros homosexuales y el comportamiento homosexual llegaron a ser vistos como inaceptables a medida que el cristianismo se desarrollaba. El Antiguo Testamento (Levítico 18:22, 20:13, Deuteronomio 22:5) condenó a las mujeres que vestían vestimenta masculina, a los hombres que vestían atuendos femeninos y a los hombres que tenían relaciones homosexuales.  En el siglo 11, el Doctor de la Iglesia, San Pedro Damián, escribió el Liber Gomorrhianus, un ataque extendido contra la homosexualidad y la masturbación. Retrató la homosexualidad como una fuerza contrarracional que socava la moralidad, la religión y la sociedad misma, y que necesita una fuerte represión para que no se extienda incluso y especialmente entre el clero. 
Hildegarda de Bingen, nacida siete años después de la muerte de San Pedro Damián, informó haber visto visiones y las registró en Scivias (abreviatura de Scito vias Domini, "Conoce los caminos del Señor"). En el Libro II Visión Seis, ella cita a Dios condenando las relaciones sexuales entre personas del mismo sexo, incluyendo el lesbianismo; "una mujer que toma caminos diabólicos y juega un papel masculino en el acoplamiento con otra mujer es muy vil a Mis ojos, y también lo es la que se somete a tal persona en esta mala acción".
En el siglo 13 dC, el teólogo Tomás de Aquino fue influyente en la vinculación de las condenas de la homosexualidad con la idea de la ley natural, argumentando que "los pecados especiales son contra la naturaleza, como, por ejemplo, aquellos que van en contra de la relación de hombres y mujeres naturales a los animales, y por lo tanto son peculiarmente calificados como vicios antinaturales". Este punto de vista apunta de lo natural a lo Divino, porque (siguiendo a Aristóteles) dijo que todas las personas buscan la felicidad; pero según Tomás de Aquino, la felicidad solo puede alcanzarse finalmente a través de la visión beatífica.  Por lo tanto, todos los pecados también están en contra de la ley natural. Sin embargo, la ley natural de muchos aspectos de la vida es conocible aparte de la revelación especial al examinar las formas y propósitos de esos aspectos. Es en este sentido que Tomás de Aquino consideraba la homosexualidad antinatural, ya que involucra un tipo de pareja distinta a la que apunta el propósito de la sexualidad. De hecho, lo consideraba el segundo después de la bestialidad como un abuso de la sexualidad.

## Castigo en la época medieval
A finales de la Edad Media, la mayoría de los eclesiásticos y estados católicos aceptaban y vivían con la creencia de que el comportamiento sexual estaba, según la Ley Natural dirigido a la procreación, considerando pecaminosos los actos sexuales puramente estériles, es decir, el sexo oral y anal, así como la masturbación. Sin embargo, los actos homosexuales ocuparon un lugar especial como crímenes contra la Ley Natural. La mayoría de los códigos de derecho civil tenían castigos para tales "actos antinaturales", especialmente en regiones que estaban fuertemente influenciadas por las enseñanzas de la Iglesia. [cita requerida]
En los primeros años medievales, la homosexualidad no recibía ninguna penitencia particular; Fue visto como todos los otros pecados. Por ejemplo, durante el siglo VIII, el Papa Gregorio III dio penitencias de 160 días para actos femeninos antinaturales y generalmente un año para los hombres que cometieron actos de sodomía. La pareja pasiva siendo tratada más severamente.  Durante la propia Inquisición, los individuos rara vez fueron investigados solo por sodomía; por lo general se asociaba con la expresión de creencias heréticas y ataques a la Iglesia. Aquellos que no se retractaran de su herejía serían severamente castigados. 
La restauración papal del siglo 11 llevó a actitudes cada vez más duras hacia los sodomitas. El Concilio de Nablus en 1120, en el Reino de Jerusalén, promulgó severas penas por sodomía después de la derrota del ejército antioqueno en el Campo de Sangre el año anterior. En la Francia del siglo XIII, la sodomía resultó en la castración en la primera ofensa, el desmembramiento en la segunda y la quema en la tercera. El comportamiento lésbico (un término nunca utilizado en la Edad Media) fue castigado con mutilaciones específicas por las dos primeras ofensas y quema en la tercera también. A mediados del siglo XIV en muchas ciudades de Italia, las leyes civiles contra la sodomía eran comunes. Si se descubría que una persona había cometido sodomía, el gobierno de la ciudad tenía derecho a confiscar la propiedad del delincuente.
En 1533, el rey Enrique VIII había promulgado la pena de muerte por sodomía, que se convirtió en la base de muchas leyes contra la sodomía para establecer la pena de muerte. Esto también llevó al hecho de que, aunque el Renacimiento remontase sus orígenes a la antigua Grecia, ninguno de los maestros literarios, muchos de los cuales eran homosexuales o bisexuales, se atrevieran a afirmar abiertamente el "amor de los hombres".